# 25941 Susanahearn
25941 Susanahearn este o planetă minoră (asteroid) din centura de asteroizi. A fost descoperită pe 2 martie 2001 la Stația Anderson Mesa de Lowell Observatory Near-Earth-Object Search. 
Obiectul prezintă o orbită caracterizată de o semiaxă mare de 2,3451848 UAi, o excentricitate de 0,14, o înclinație de 7,27319 ° în raport cu ecliptica.